# 斯波義高
斯波 義高（しば よしたか、生没年不詳）は、南北朝時代の武将。官職は左近将監。越前守護や九州探題を歴任した斯波氏経の嫡男。祖父は足利氏一門の実力者である斯波高経で、管領として著名な斯波義将は叔父にあたる。後に諱を詮将に改名する（｢詮｣の字は将軍足利義詮、｢将｣の字は叔父・義将よりそれぞれ偏諱を賜ったものとみられる）。
正平17年/康安2年（1362年）に祖父高経が室町幕府の実権を掌握すると、叔父の義将・義種はそれぞれ幕府執事（管領）、侍所頭人となり、義高も引付衆頭人に据えられた。しかし父が九州攻略に失敗して九州探題職を退くと高経政権は動揺、やがて京極高氏らの讒言もあって、高経をはじめとする斯波一門は失脚して越前へと去った。この時に義高も越前落ちに同行したとされる。以降の義高の動向は定かではないが、後の名である『詮将』が伯父斯波家長の系統である高水寺斯波家（奥州斯波氏）の3代当主・斯波詮将と同じであるため、この両者を同一人物と見なす説もある。